# Andrea Bacchetti (pianiste)
Andrea Bacchetti (né en 1977 à Gênes) est un pianiste classique italien.

## Biographie
À onze ans, il fait ses débuts avec I Solisti Veneti, dirigé par Claudio Scimone.
Il est membre du festival de musique de Lucerne et Salisbury, parmi d'autres festivals européens.
Dans sa discographie chez RCA Red Seal figurent des œuvres de Jean-Sébastien Bach, Johann Adolph Hasse, Luigi Cherubini et Wolfgang Amadeus Mozart. Il reçoit le Prix International Classical Music Awards en tant qu'instrumentiste baroque pour le disque contenant les œuvres de Domenico Scarlatti et Antonio Soler. Andrea Bacchetti a enregistré les œuvres de Luciano Berio pour le label Decca.